# گلیکوژنوز نوع یک
گلیکوژنوز نوع یک که بیماری ذخیره گلیکوژن نوع یک و نیز بیماری فون ژیرکه von Gierke's disease نیز خوانده می‌شود، نوعی بیماری ذخیره گلیکوژن است.

## علائم بالینی
- زمان تولد: بزرگی کبد و کلیه.
- دوران نوزادی، شیرخوارگی و کودکی: احتمال کاهش گلوکز خون در دوره نوزادی هست، اما بیشتر اوقات پس از ۳ تا ۴ ماهگی بروز می‌کند. علائم آن عبارت‌اند از: اسیدوز متابولیک، شکم برآمده، بزرگی کبد و کلیه‌ها بدون بزرگی طحال، تأخیر رشد قدی، ظاهر عروسکی و چاق صورت، لاغری پاها، عضلات شل و کم تکامل یافته، تظاهرات کاهش قند خون نظیر تحریک‌پذیری، بی‌خوابی، اشکال تغذیه‌ای و تشنج، تمایل به خونریزی (به‌علت اشکال در چسبندگی پلاکت‌ها و زمان خونریزی طولانی)، استفراغ و تشنج به‌خصوص صبحگاهی، حملات متناوب اسهال (ناشی از سوء جذب گلوکز)، گزانتوم پوستی در زانو، آرنج، باسن و ران‌ها، ضایعات زردرنگ در شبکیه (به‌علت بالا بودن تری‌گلیسریدهای خون)، افزایش اسید اوریک خون، پوکی استخوان و شکستگی‌های مکرر خودبه‌خودی استخوان‌ها.
- دوران نوجوانی و بزرگسالی: افزایش اسید اوریک خون و نقرس، پانکراتیت و تأخیر در بلوغ.

## نقص آنزیمی
نقص در آنزیم گلوکز ۶ فسفاتاز.

## توارث ژنتیکی
اتوزوم مغلوب.

## میزان بروز
نادر.

## روش تشخیص
- اسیدهای آلی ادرار: اسید ۲ اوکسوگلوتاریک بالا.
- خون: کتون، لاکتات، اسید اوریک، ترانس‌آمینازها و تری‌گلیسرید بالا، گلوکز پایین.
- آزمون چالش با گلوکز: کاهش لاکتات بالا رفته.
- ادرار: علائم آزمایشگاهی سندرم فانکونی.
- بررسی آنزیم: در کبد.
- بررسی جهش.

## درمان
شامل اجتناب از کاهش گلوکز خون با مصرف کربوهیدرات‌هایی که به آهستگی جذب می‌شوند (مانند پلیمر گلوکز، نشاسته و مالتودکسترین) هر ۲ تا ۴ ساعت و تغذیه مستمر شبانه (بیش از ۱۰ ساعت هر شب) با نشاسته ذرت پخته نشده یا ترکیبات قبلی از طریق لوله بینی– معدی بدون افزودن شکر یا لاکتوز، محدود کردن مصرف فروکتوز (سبزیجات و میوه‌جات)، مصرف فراورده‌های جایگزین شیر نظیر سویا و کلسیم و در صورت نیاز استفاده از آلوپورینول است. جهت مقابله با کاهش نوتروفیل‌ها در انواع غیر از یک a, می‌توان از فیلگراستیم ۲ میکروگرم به ازای هر کیلوگرم وزن بیمار از طریق زیر جلدی استفاده نمود (در صورتی که با بیوپسی مغز استخوان میلودیسپلازی رد شود می‌توان این مقدار را افزایش داد).

## پیگیری
پس از ۱۴ سالگی بایستی اسکن اولتراسون سالانه کبد و بررسی منظم عملکرد کلیه انجام گردد.

## عوارض
شامل بروز آدنوم کبدی و گاهی خونریزی به‌داخل آن یا تبدیل آن به سرطان، پوکی استخوان، سندرم فانکونی کلیوی، آمیلوئیدوز، دفع زیاد کلسیم در ادرار و نفروکلسینوز، گلومرولونفریت فوکال سگمنتال، فیبروز بینابینی کلیه و گاهی نارسایی کلیه است. در نوع یک b, کاهش نوتروفیل‌ها، عفونت‌های راجعه باکتریایی، زخم‌های دهان و مخاط روده و بیماری التهابی روده دیده می‌شود.

## آزمون تشخیص قبل از تولد
بررسی آنزیم در کبد بیوپسی شده جنین.